# Lynx (pigeon)
Lynx de Pologne
Pour les articles homonymes, voir Lynx.
Le Lynx (en polonais : Ryś polski) est une race de pigeon domestique originaire de Pologne. C'est une race classée comme pigeon de forme.

## Origine
La race Lynx est déjà bien présente en Pologne en 1850. Selon les sources, elle serait issue d'un croisement entre un Biset maillé et d'une race de Boulant de Galicie disparue ; pour d'autres, elle descend du Hyacinthe,.
Appréciée, la race se répand en Europe à la fin du XIXe siècle. L'oiseau est exposé pour la première fois en Allemagne en 1884. Il se fait connaitre en France en 1906,. Il était appelé à tort Pigeon Maillé et Biset de Pologne au début du XXe siècle en Belgique et en France.
Il est classé dans la catégorie « pigeon de forme » par la Commission européenne des standards pigeons (CESP).

## Description
Le Lynx est un pigeon de forme ramassée, trapu et musclé. Son cou est court et large, sa poitrine est bombée, son dos large et sa queue courte. Il a une longueur de 38 cm pour une envergure de 71 à 75 cm, et un poids allant jusqu'à 650 grammes,.

## Élevage
C'est un pigeon rustique et prolifique qui peut être élevé comme pigeon de chair pour la production de viande ou comme oiseau pour les expositions. La femelle pond deux œufs et peut faire huit à dix couvées par an,.

## Galerie

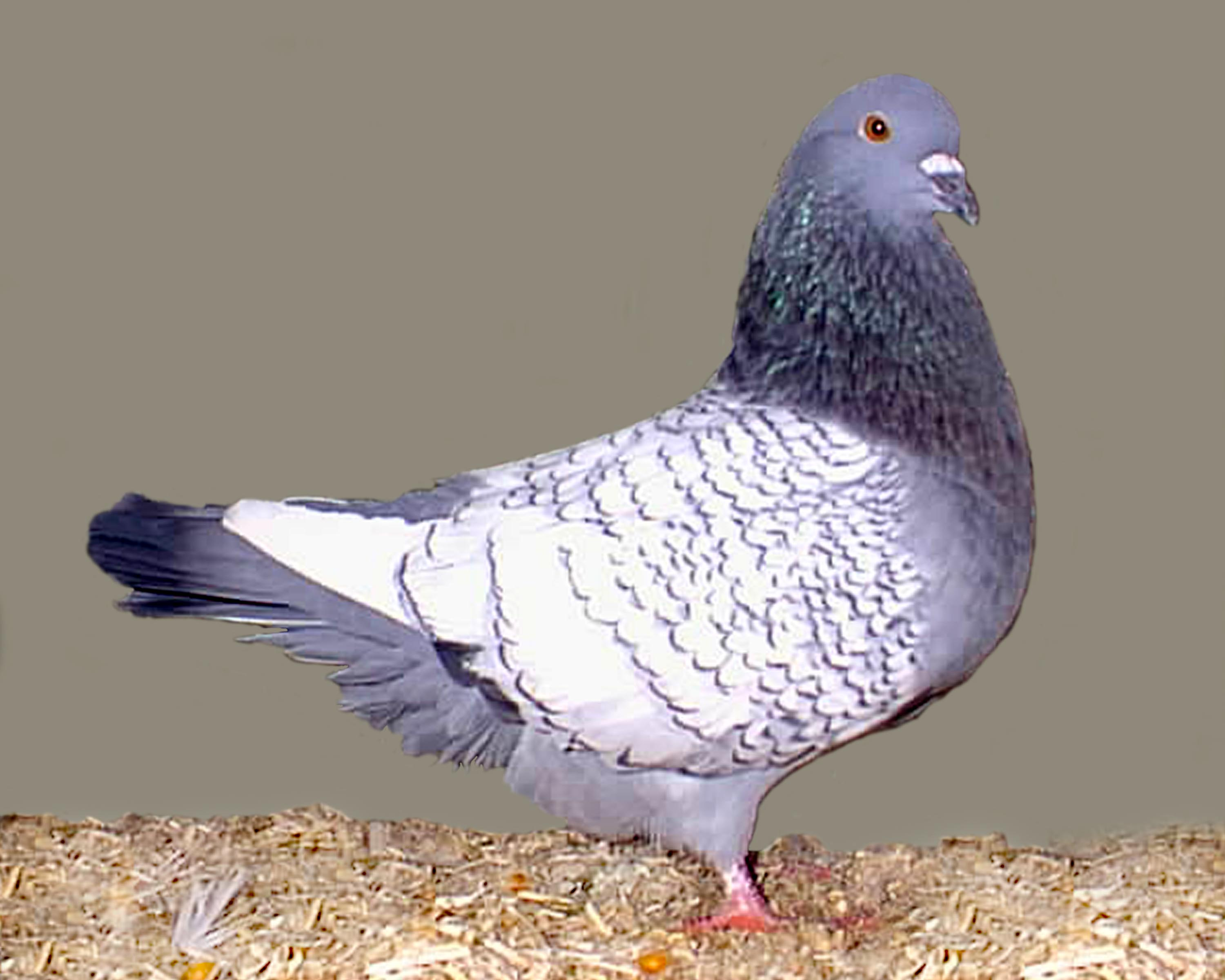
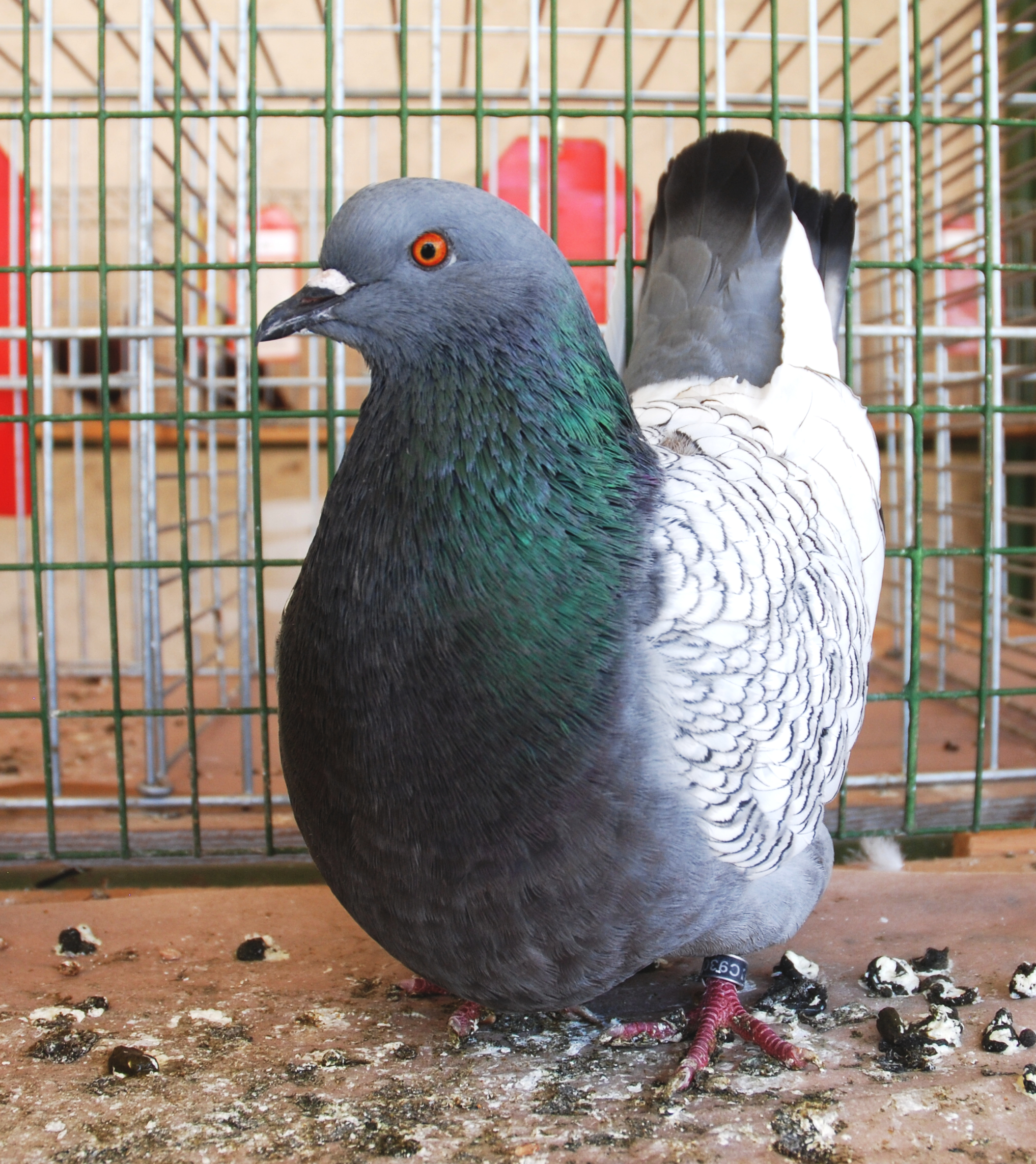
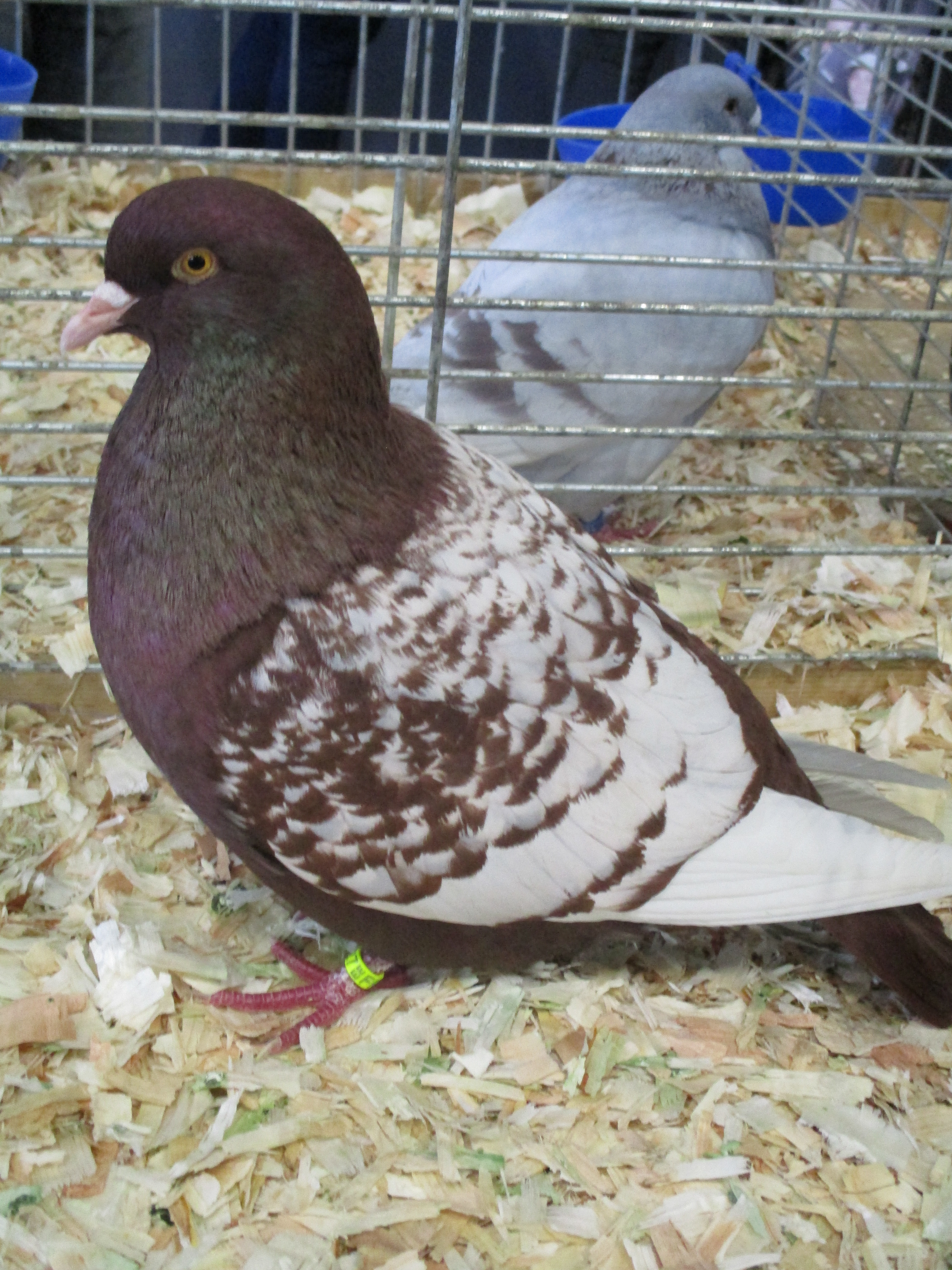
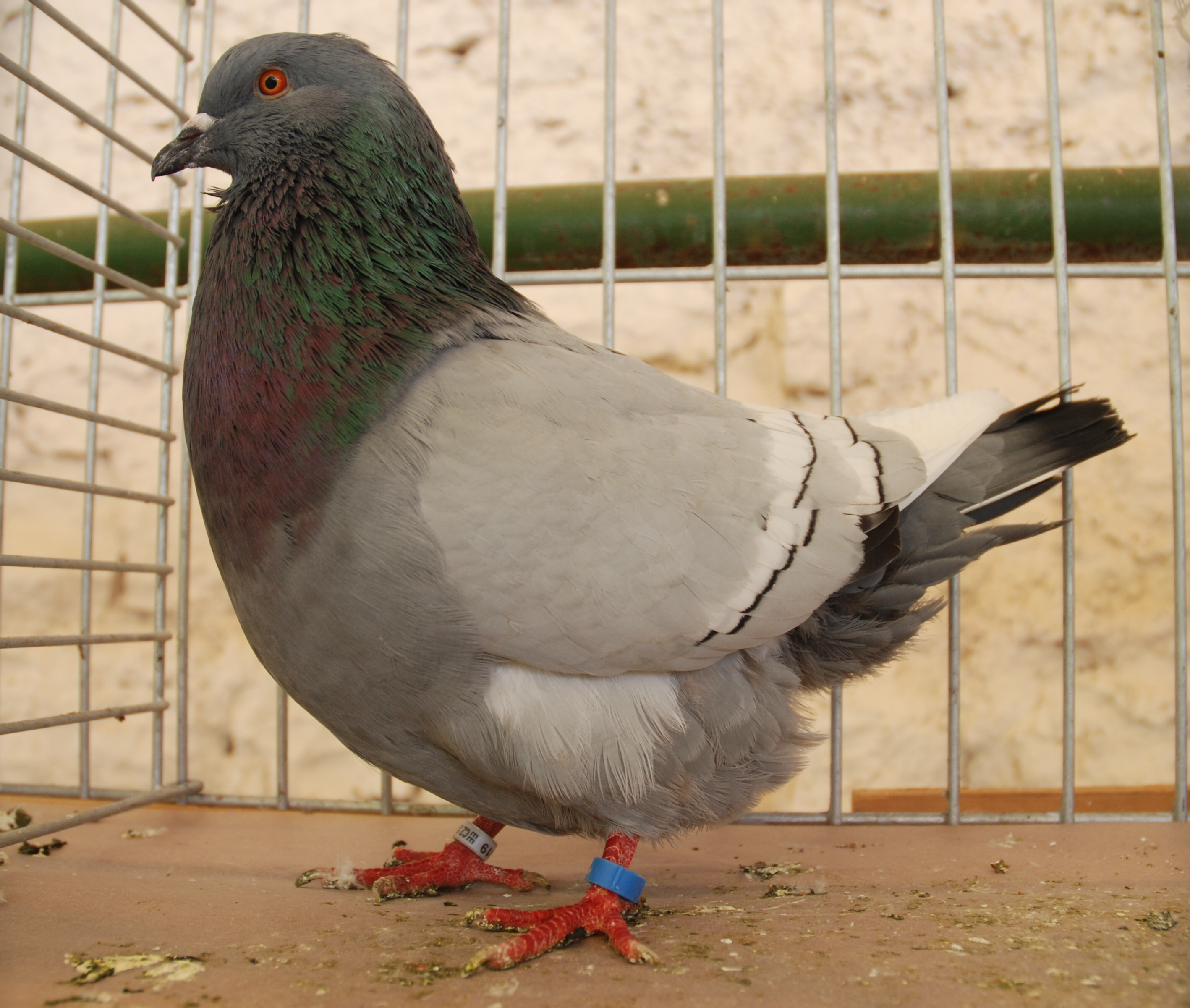
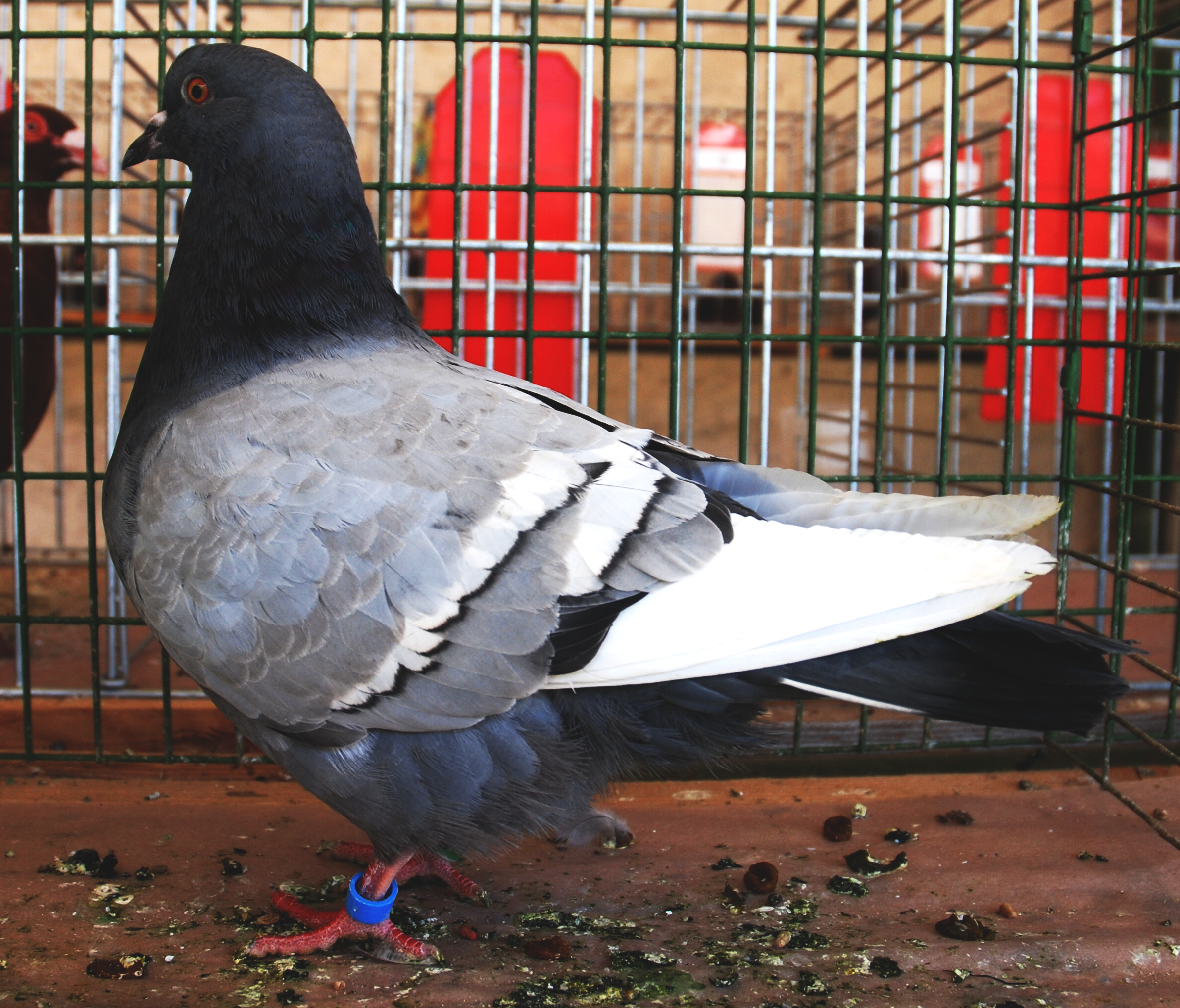
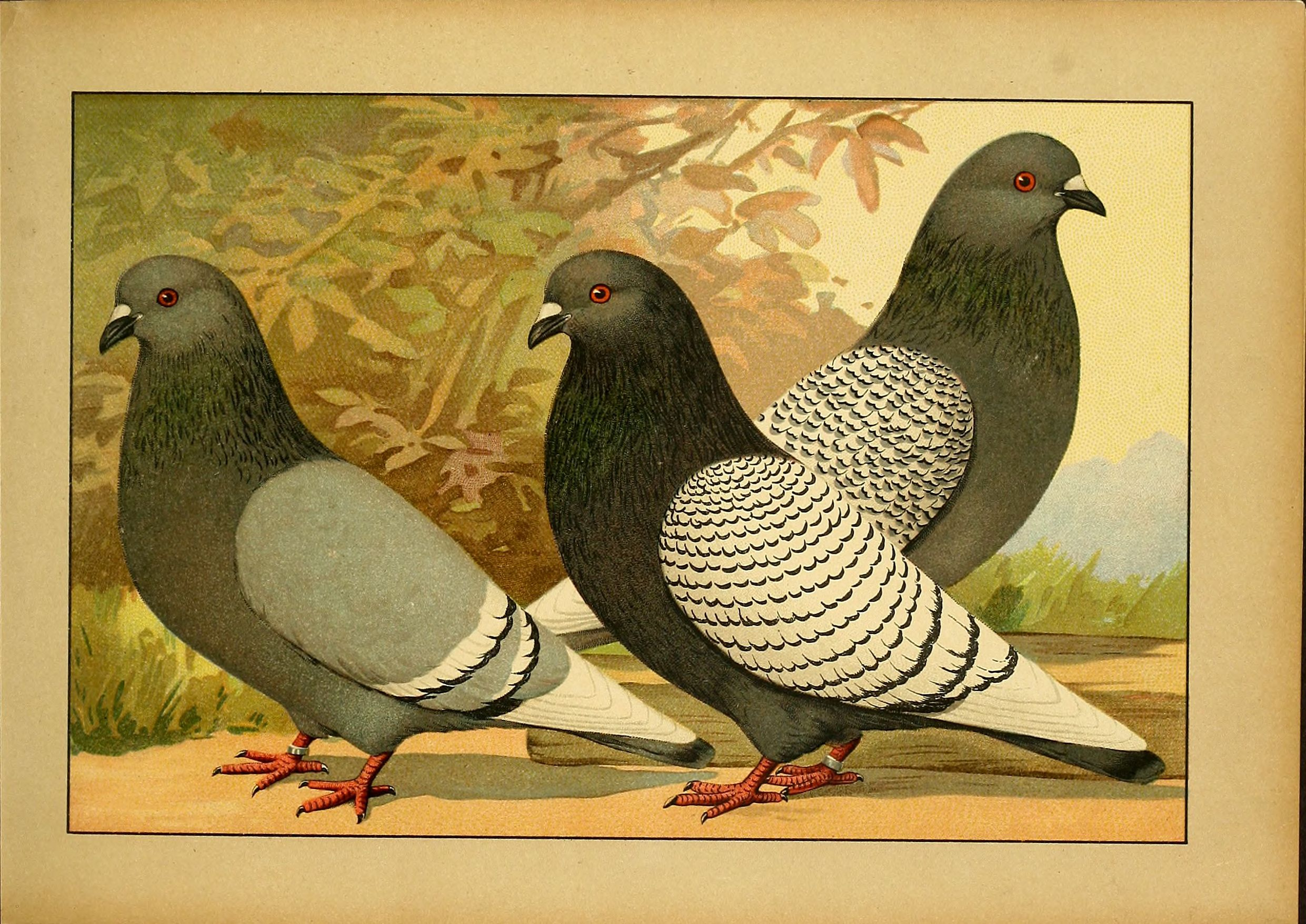